# Centrale moskee in Keulen
De centrale moskee in Keulen (Duits: DITIB-Zentralmoschee Köln, Turks: Merkez-Camii, Engels: Cologne Central Mosque) is een gebouw dat in opdracht van Duitse moslims van de organisatie DITIB (Diyanet İşleri Türk İslam Birliği) in Keulen, Duitsland gebouwd is. Na enige controverse won het project de goedkeuring van het stadsbestuur van Keulen.
De moskee is ontworpen in een niet-Ottomaanse bouwstijl, met glazen wanden, minaretten en een koepel. De moskee heeft een bazaar, evenals andere seculiere gebieden bedoeld voor interreligieuze interacties. Omdat de moskee een van de grootste van Europa en Duitsland is, is de moskee bekritiseerd vanwege de grootte, met name de hoogte van de minaretten.

## Ontwerp
De moskee heeft een oppervlakte van 4.500 m2 en heeft € 17-20 miljoen gekost. In de moskee is er plaats voor 2.000 tot 4.000 gelovigen. De moskee werd gefinancierd door de Diyanet İşleri Türk İslam Birliği (DITIB), een afdeling van de religieuze autoriteiten van de Turkse regering, bankleningen en donaties van 884 islamitische verenigingen. De St. Theodore Catholic Church in Keulen heeft ook besloten om fondsen te werven voor de moskee. De architect van de moskee is Paul Böhm, die is gespecialiseerd in het bouwen van kerken.
De moskee heeft een moderne bouwstijl. Het heeft een betonnen en glazen koepel en twee 55 meter hoge minaretten. De moskee heeft een bazaar, dat zich bij de ingang bevindt, collegezalen in de kelder en op de bovenverdieping bevindt zich een gebedsruimte en een islamitische bibliotheek. In het midden van de moskee werd er een put geplaatst, dat zorgt voor de verbinding tussen de twee niveaus en om er een aangename sfeer te creëren. De moskee bestaat uit vlakke muurschermen die in het midden een koepel vormen.
De moskee heeft glazen wanden die, volgens DITIB-woordvoerder Alboga, bezoekers een gevoel van openheid geven. Volgens de architect wordt openheid verder versterkt door een uitnodigende trap vanaf de straat. De ontwikkelaars vereisten dat de seculiere gebieden van de moskee (bijvoorbeeld het restaurant, evenementenhallen en winkels) open zijn voor mensen van alle religies.
Op 28 augustus 2008 heeft de gemeenteraad van Keulen ingestemd met de goedkeuring van de bouw van de moskee. Deze positie werd ingenomen door alle partijen behalve de christendemocraten (CDU). Buiten de zaal demonstreerde een groep van 30 betogers tegen de goedkeuring. De moskee werd in 2017 geopend.

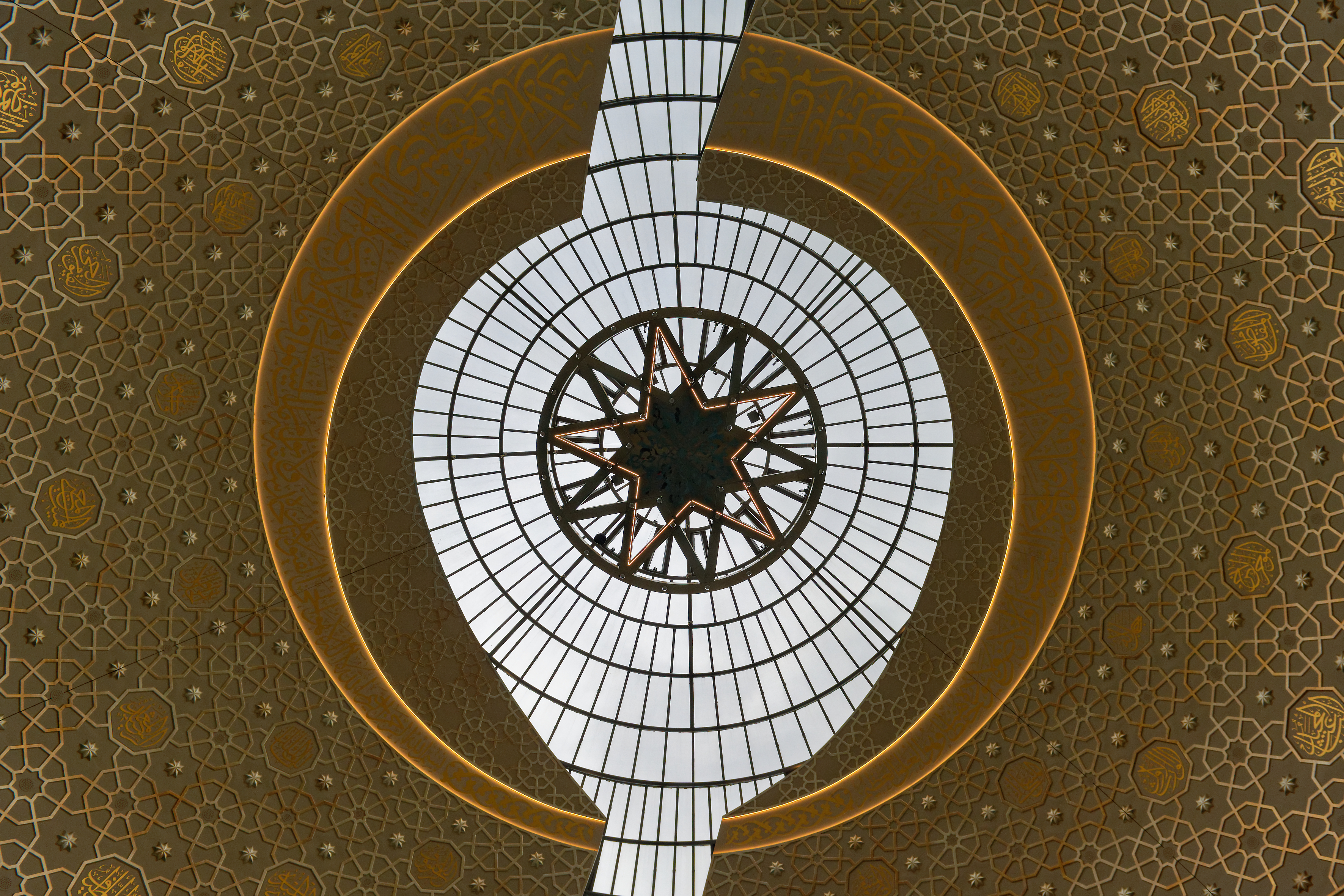
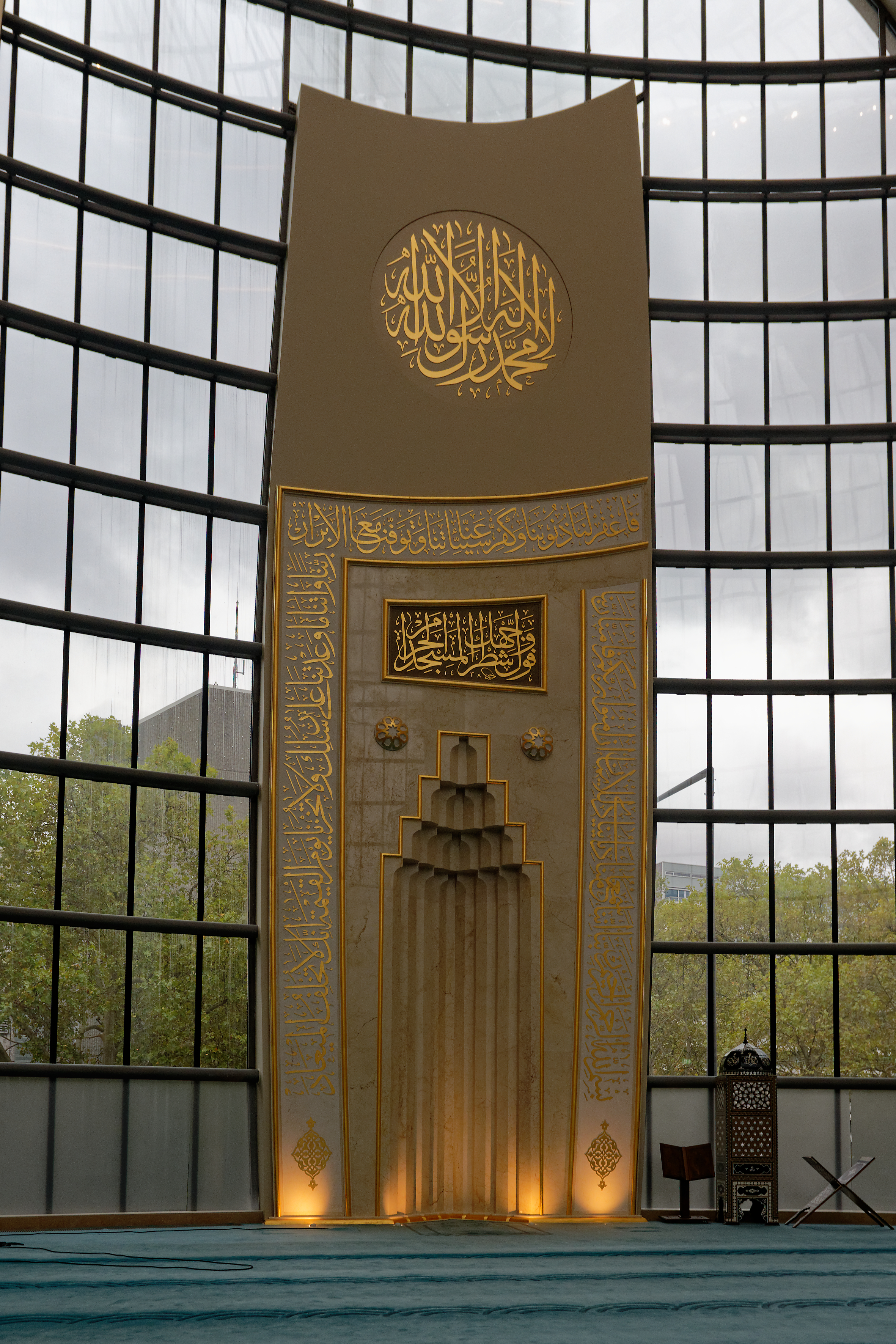
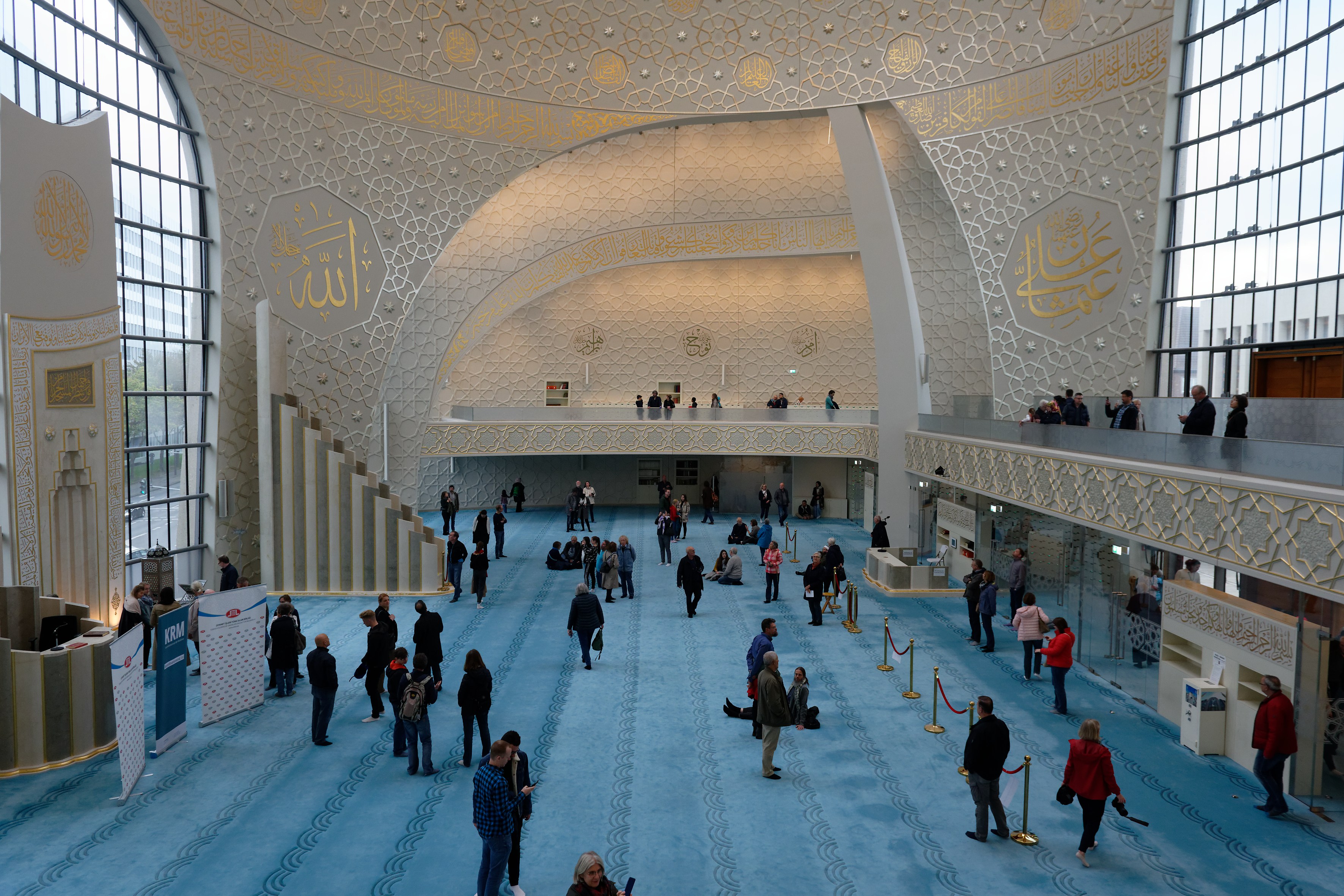
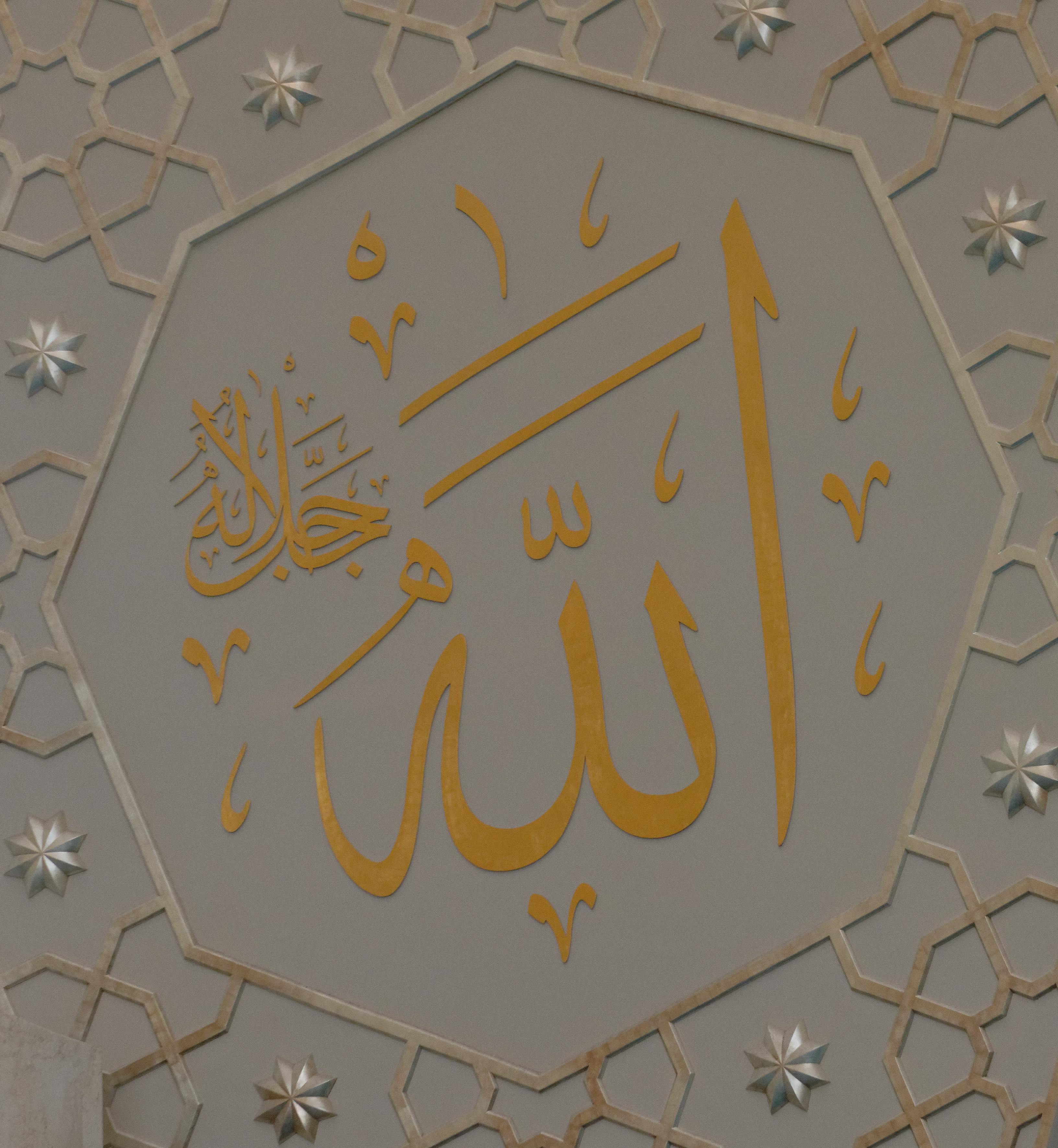